# Ново (Угличский район)
Ново — деревня в Угличском районе Ярославской области России. 
В рамках организации местного самоуправления входит в Ильинское сельское поселение, в рамках административно-территориального устройства — в Ильинский сельский округ.

## География
Расположена в 31 км к юго-востоку (по прямой) от города Углича.

## Население
| 2007 | 2010 |
| ---- | ---- |
| 322  | ↘275 |

Согласно результатам переписи 2002 года, в национальной структуре населения русские составляли 96 % от всех жителей.